# Quần đảo Société

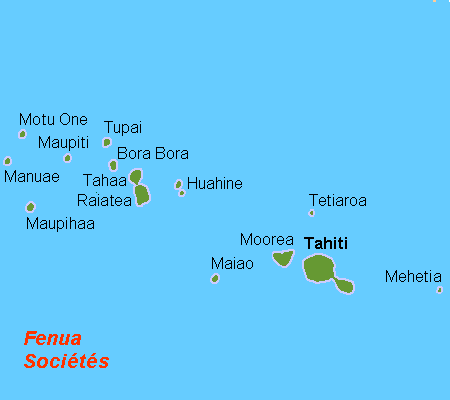
Bản đồ Quần đảo Société

Quần đảo Société (tiếng Pháp: Îles de la Société hay chính thức là Archipel de la Société) là một nhóm các quần đảo ở Nam Thái Bình Dương. Quần đảo là một phần của Polynésie thuộc Pháp. Quần đảo này thường được tin là được đặt tên bởi Thuyền trưởng James Cook trong lòng tôn kính với Tầng lớp Hoàng tộc, những người đưa ra đề nghị nghiên cứu khoa học trên quần đảo. Tuy nhiên, Cook ghi trong báo cáo của mình rằng ông gọi hòn đảo là Society vì các hòn đảo được sắp xếp cạnh nhau từ đảo này tới đảo khác.. Quần đảo do Pháp kiểm soát từ năm 1843 và hiện có tổng cộng 227.807 người cư trú (2007) trên một diện tích 1.590 km²
Quần đảo được chia thành hai nhóm:
- Quần đảo Xuôi Gió (tiéng Pháp:Îles du Vent)
  - Tahiti
  - Moorea
  - Tetiaroa
  - Mehetia
  - Maiao
- Quần đảo Ngược Gió (tiếng Pháp: Îles Sous-le-Vent)
  - Bora Bora
  - Huahine
  - Raiatea
  - Tahaa
  - Maupiti
  - Mopelia
  - Motu One
  - Tupai
  - Manuae